# نيكو تورتوليلا
نيكو تورتوليلا (بالإنجليزية: Nico Tortorella)‏ هو عارض وممثل أمريكي، ولد في 30 يوليو 1988 في الولايات المتحدة. بدأ مشواره المهني سنة 2009.

## أعمال

### أفلام
- (2010) اثنا عشر[4]
- (2011) خطيئة
- (2011) سكريم 4[5]

## وصلات خارجية
- نيكو تورتوليلا على موقع IMDb (الإنجليزية)
- نيكو تورتوليلا على موقع ألو سيني (الفرنسية)
- نيكو تورتوليلا على موقع أول موفي (الإنجليزية)
- نيكو تورتوليلا على موقع قاعدة بيانات الأفلام السويدية (السويدية)
- نيكو تورتوليلا على موقع قاعدة بيانات الفيلم (الإنجليزية)
- نيكو تورتوليلا على موقع كينوبويسك (الروسية)